# Genesis (Job for a Cowboy-album)
Genesis är det amerikanska death metal-bandet Job for a Cowboys debutalbum, släppt maj 2007 av skivbolaget Metal Blade Records.

## Låtförteckning
1. "Bearing the Serpent's Lamb" – 2:50
2. "Reduced to Mere Filth" – 2:59
3. "Altered from Catechization" – 4:15
4. "Upheaval" (instrumental) – 2:35
5. "Embedded" – 3:35
6. "Strings of Hypocrisy" – 2:25
7. "Martyrdom Unsealed" – 2:36
8. "Blasphemy" (instrumental) – 1:42
9. "The Divine Falsehood" – 4:26
10. "Coalescing Prophecy" – 3:26

- Text och musik: Job for a Cowboy

## Medverkande
Musiker (Job for a Cowboy-medlemmar)
- Jonny Davy – sång
- Bobby Thompson – gitarr
- Ravi Bhadriraju – gitarr
- Brent Riggs – basgitarr
- Elliott Sellers – trummor

Produktion
- Cory Spotts – producent, ljudtekniker
- Andy Sneap – ljudmix, mastering
- Dennis Sibeijn – omslagsdesign, omslagskonst